# Anna Brandoli
Anna Brandoli (Milà, 25 de juliol de 1945) és una dibuixant de còmics italiana.
Va iniciar la seva trajectòria professional als 14 anys decorant ceràmica. Posteriorment va treballar com a dissenyadora de joies i de productes publicitaris. L'any 1976 va començar a presentar els seus treballs de còmic a editorials fins que va aconseguir debutar l'any 1977 a la revista Alter Alter amb l'obra La Strega. Va presentar aquesta obra al costat del guionista Renato Queirolo, a qui havia conegut l'any 1968 en un grup de propaganda artística i amb qui va tornar a treballar en més d'una ocasió.
Una de les seves obres en solitari més destacades és Rebecca, publicada en diverses entregues a partir de l'any 1981 primer a la revista Linus i més tard a Comic Art i Orient Express.

## Obra[4][5]
- La Strega (1977-1979)
- Lupo Mannaro (1978)
- Il Mago di Oz Arxivat 2020-01-30 a Wayback Machine. (Comic Out, 1980)
- Un uomo (1983)
- Una sera, una vita (1983)
- Copertina (1983-1986)
- Rebecca (1981-1987)
- Matite per la pace (1984)
- Scene di caccia (L'Isola trovata, 1986)
- Alias (1987-1988)
- Il pollaio (1989)
- L'illusionista (1990)
- Cuba 42 (1991)
- Il gigante italiano (1993)